# Маунт-Чарлстон (Невада)
Маунт-Чарлстон (англ. Mount Charleston) — переписна місцевість (CDP) в США, в окрузі Кларк штату Невада. Населення — 314 особи (2020).

## Географія
Маунт-Чарлстон розташований за координатами 36°15′45″ пн. ш. 115°36′50″ зх. д. / 36.26250° пн. ш. 115.61389° зх. д. (36.262533, -115.613940).  За даними Бюро перепису населення США в 2010 році переписна місцевість мала площу 75,86 км², уся площа — суходіл.

### Клімат
Громада знаходиться у зоні, котра характеризується кліматом тропічних пустель. Найтепліший місяць — липень із середньою температурою 18.8 °C (65.9 °F). Найхолодніший місяць — січень, із середньою температурою -0.4 °С (31.2 °F).
| Клімат Маунт-Чарлстона  | Клімат Маунт-Чарлстона | Клімат Маунт-Чарлстона | Клімат Маунт-Чарлстона | Клімат Маунт-Чарлстона | Клімат Маунт-Чарлстона | Клімат Маунт-Чарлстона | Клімат Маунт-Чарлстона | Клімат Маунт-Чарлстона | Клімат Маунт-Чарлстона | Клімат Маунт-Чарлстона | Клімат Маунт-Чарлстона | Клімат Маунт-Чарлстона | Клімат Маунт-Чарлстона |
| Показник                | Січ.                   | Лют.                   | Бер.                   | Квіт.                  | Трав.                  | Черв.                  | Лип.                   | Серп.                  | Вер.                   | Жовт.                  | Лист.                  | Груд.                  | Рік                    |
| Абсолютний максимум, °C | 15,6                   | 16,1                   | 20                     | 22,8                   | 28,9                   | 32,2                   | 32,8                   | 31,7                   | 30,6                   | 25,6                   | 21,7                   | 18,3                   | 32,8                   |
| Середній максимум, °C   | 6,4                    | 6,3                    | 9,2                    | 12,6                   | 18,2                   | 23,4                   | 26,6                   | 25,6                   | 22,1                   | 16,3                   | 11                     | 6,8                    | 15,4                   |
| Середня температура, °C | −0,4                   | −0,2                   | 2,1                    | 5,2                    | 10,2                   | 15,1                   | 18,8                   | 17,9                   | 14,2                   | 8,8                    | 3,8                    | −0,1                   | 7,9                    |
| Середній мінімум, °C    | −7,4                   | −6,8                   | −5                     | −2,3                   | 2,4                    | 6,7                    | 11,2                   | 10,2                   | 6,3                    | 1,2                    | −3,3                   | −6,9                   | 0,5                    |
| Абсолютний мінімум, °C  | −24,4                  | −26,1                  | −16,1                  | −13,9                  | −7,8                   | −2,2                   | 4,4                    | 0,6                    | −3,3                   | −10,6                  | −15,6                  | −21,7                  | −26,1                  |
| Норма опадів, мм        | 74                     | 94                     | 48                     | 32                     | 19                     | 8                      | 57                     | 40                     | 37                     | 48                     | 34                     | 95                     | 587                    |
| Днів з опадами          | 4                      | 6                      | 4                      | 4                      | 2                      | 2                      | 6                      | 4                      | 3                      | 3                      | 3                      | 4                      | 45                     |
| ----------------------- | ---------------------- | ---------------------- | ---------------------- | ---------------------- | ---------------------- | ---------------------- | ---------------------- | ---------------------- | ---------------------- | ---------------------- | ---------------------- | ---------------------- | ---------------------- |
| Джерело: Weatherbase    |                        |                        |                        |                        |                        |                        |                        |                        |                        |                        |                        |                        |                        |

## Демографія
Згідно з переписом 2010 року, у переписній місцевості мешкало 357 осіб у 164 домогосподарствах у складі 94 родин. Густота населення становила 5 осіб/км².  Було 504 помешкання (7/км²).
Расовий склад населення:
| - 91,6 % — білих - 1,4 % — корінних американців - 1,1 % — азіатів - 0,6 % — вихідців з тихоокеанських островів - 0,6 % — чорних або афроамериканців - 1,1 % — осіб інших рас |

До двох чи більше рас належало 3,6 %. Частка іспаномовних становила 5,6 % від усіх жителів.
За віковим діапазоном населення розподілялося таким чином: 15,7 % — особи молодші 18 років, 66,1 % — особи у віці 18—64 років, 18,2 % — особи у віці 65 років та старші. Медіана віку мешканця становила 52,9 року. На 100 осіб жіночої статі у переписній місцевості припадало 136,4 чоловіків;  на 100 жінок у віці від 18 років та старших — 137,0 чоловіків також старших 18 років.
Середній дохід на одне домашнє господарство  становив 92 003 долари США (медіана — 75 833), а середній дохід на одну сім'ю — 110 859 доларів (медіана — 80 662). За межею бідності перебувало 3,6 % осіб, у тому числі 0,0 % дітей у віці до 18 років та 0,0 % осіб у віці 65 років та старших.
Цивільне працевлаштоване населення становило 227 осіб. Основні галузі зайнятості: освіта, охорона здоров'я та соціальна допомога — 31,7 %, роздрібна торгівля — 19,4 %, мистецтво, розваги та відпочинок — 13,7 %, фінанси, страхування та нерухомість — 11,0 %.